# Bo Streiffert
Bo Streiffert, född 26 juli 1938 i Göteborg,  är en svensk författare och bokförläggare. Han var tidigare förlagschef på Bonnierförlagen/BonnierFakta och grundare av Streiffert Förlag där han tjänstgjorde som bokförläggare och VD till sin pensionering 2006.

## Uppväxt och karriär
Streiffert är son till Henrik och Hild Starck-Streiffert. Streiffert tog sin högskoleexamen (DGI) på Grafiska Institutet i Stockholm. Efter ett par år som produktionschef på Schönkopf & Westrell annonsbyrå 1969 blev han anställd på Bonniers fackboksavdelning som förlagschefsassistent, och blev 1971 förlagschef och några år senare medlem av Bonnier Förlags direktion. Streiffert tog 1984 avsked från Bonniers för att grunda sitt eget bokförlag.
Streiffert startade Streiffert Förlag 1985. Det blev från starten delägt av Bonniers (49%) men gjordes efter några år helägt av Streiffert.  Streiffert lanserade år 1995 den engelska reseguide-serien Eyewitness Travel Guides - Första Klass Reseguider i Sverige där Bo Streiffert var huvudredaktör och formgivare för guiderna till Stockholm, Sverige och Norge. Bonniers förvärvade Streiffert Förlag  2005 . Streiffert Förlag omsatte då 10 miljoner kronor och hade sju anställda.
Streiffert är författare av Salta Boken och Modern Boat Maintenance och var den som lanserade Dorling Kindersleys Första Klass Reseguide-serierna i Sverige.  Båthandboken Salta boken skrev och illustrerade han 1968 i en första version. Den nuvarande 17:e upplagan utkom 2013 efter 45 år kontinuerligt i tryck och är utgiven på tio språk varav det senaste på turkiska år 2018.
Streiffert är medlem i Kristdemokraterna och var ordförande för Stockholm Norrmalms lokalavdelning 2007-2011.